# قصر الخلفاء في قرطبة

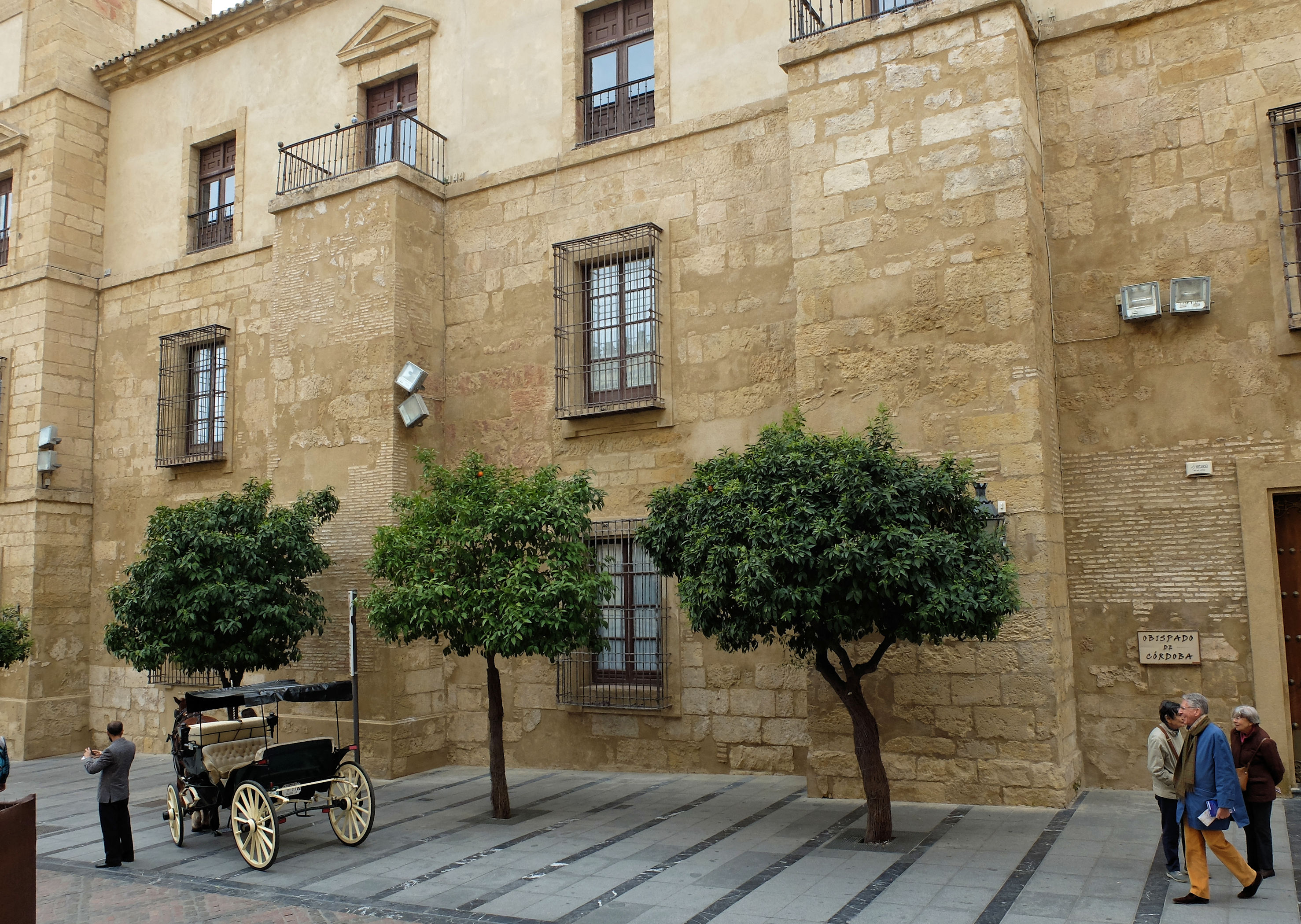
قصر الخلفاء في قرطبة،الجدار الخارجي للقصر الأموي

قصر الخلفاء في قرطبة، ويعرف أيضًا باسم القصر الأموي وقصر قرطبة الأندلسي، يقع في قرطبة، في إسبانيا الحالية، كان مقرًا لحكومة الأندلس ومقر إقامة أمراء وخلفاء قرطبة والحكام المسلمين المحليين من القرن الثامن حتى القرن الحادي عشر.

## البنيان
يتكون من مباني غير متجانسة تتراوح من المساكن الخاصة للحكام وأسرهم، إلى المكاتب الحكومية والمناطق الإدارية،  حالياً لم يتبق سوى بقايا صغيرة من القصر، بما في ذلك حمامات الخليفة التي تم تحويلها إلى متحف.

## التاريخ
- عندما سقط القوط الغربيون أمام الفتح الإسلامي لإسبانيا عام 711، استقر الحكام الذين عينتهم الخلافة الأموية في دمشق في البداية في إشبيلية.

- في عام 717 نقل الحكام عاصمة الأندلس إلى قرطبة، عاصمة القوط الغربيين السابقة، بقع القصر بالقرب من الجسر الروماني وكذلك بالقرب من المسجد الأول بالمدينة.

- سقط الأمويون على يد الخلافة العباسية عام 750، لكن العضو الباقي من الأسرة الأموية، عبد الرحمن الأول الملقب (صقر قريش)، فر إلى قرطبة وأسس إمارة أموية على الأندلس عام 756، أقام عبد الرحمن في البداية في عدة قصور على أطراف المدينة، وأبرزها منطقة تسمى الرصافة في الأصل مباني أو عقارًا رومانيًا قوطيًا، تم الاستيلاء عليه وتكييفه من قبل زعيم قبلي أمازيغي يُدعى رزين البرنوسي، الذي رافق الفتح الإسلامي الأصلي لطارق بن زياد في وقت سابق من ذلك القرن.[7]

- بعد فشل مؤامرة ضده عام 784، نقل عبد الرحمن الداخل مقر إقامته بشكل نهائي إلى موقع القصر في المدينة، والذي حوله إلى القصر الجديد.

- بعد عام بدأ أيضًا في بناء المسجد الكبير المجاور، قام عبد الرحمن الأول وخلفاؤه (الذين أعلنوا في النهاية الخلافة الجديدة ) ببناء القصر وتطويره باستمرار ليصبح المقر الملكي الرسمي ومقر السلطة في الأندلس، خلال هذه الفترة ازدهرت المدينة كمركز سياسي وثقافي رئيسي.

- تم توسيع مناطق القصر إلى منطقة كبيرة جدًا ومستخدمة على نطاق واسع تضم حمامات وحدائق ونواعير على طول نهر الوادي الكبير .

- في القرن العاشر، تم نقل المقر الرسمي للحكومة إلى مجمع قصر جديد، مدينة الزهراء، بناه الخليفة عبد الرحمن الثالث خارج المدينة.

- دمرت مدينة الزهراء بدورها خلال انهيار الخلافة في أوائل القرن الحادي عشر، مما أدى إلى عودة مقر السلطة في قرطبة إلى القصر، حيث أقام الحكام المحليون في ظل الأنظمة اللاحقة.

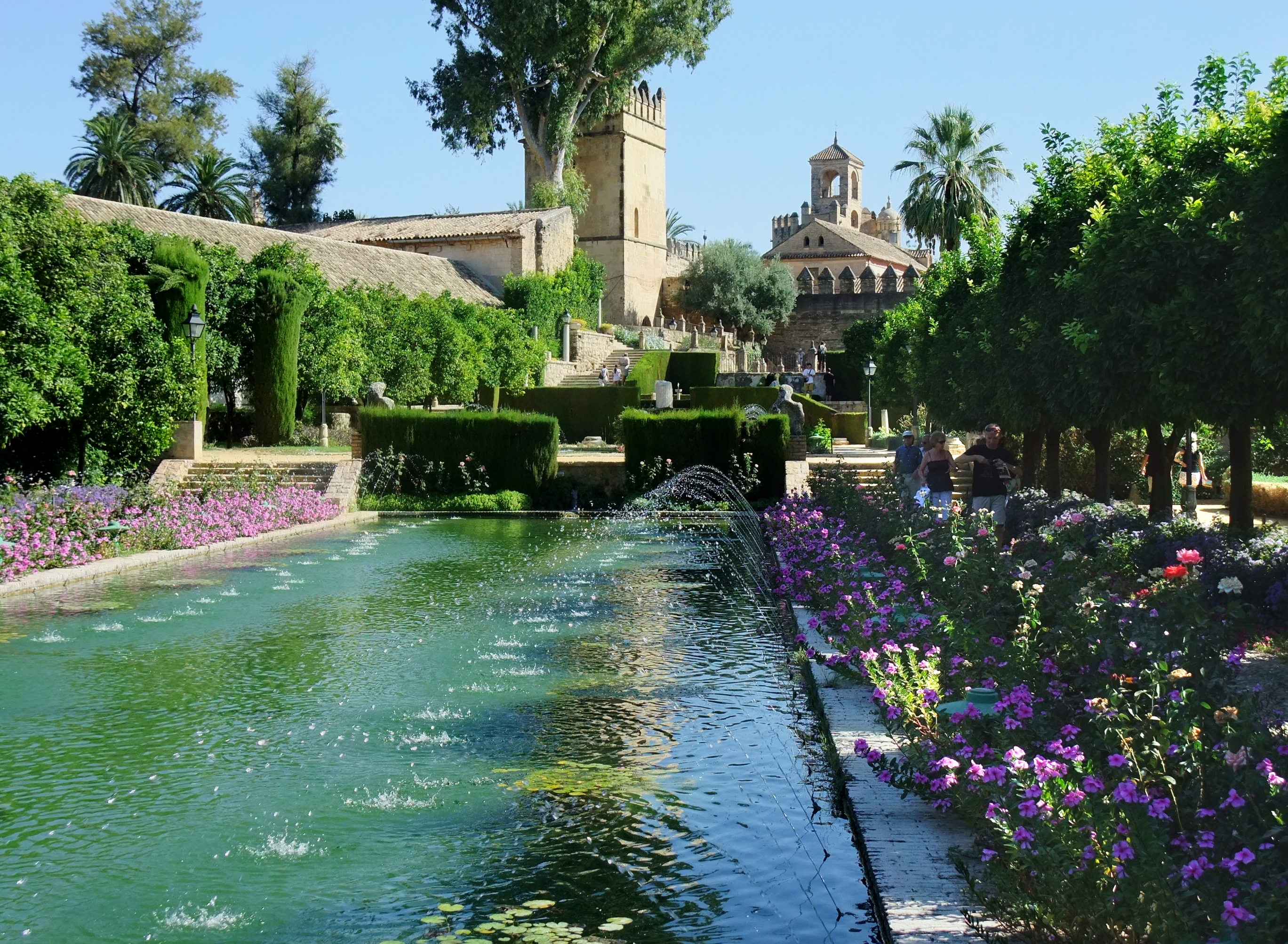
حدائق من قصر الخلفاء في قرطبة

- حدائق من قصر الخلفاء في قرطبة بعد الغزو المسيحي للمدينة على يد فرديناند الثالث عام 1236، تم التبرع بجزء من القصر لأسقف قرطبة وتحويله إلى مباني مختلفة، في حين تم تحويل جزء كبير منه إلى قصر الملوك المسيحيين، وأصبح المقر الملكي للملكية الإسبانية، لم يبق اليوم سوى القليل من آثار قصور العصر الإسلامي الأصلية.[8]

## المرافق

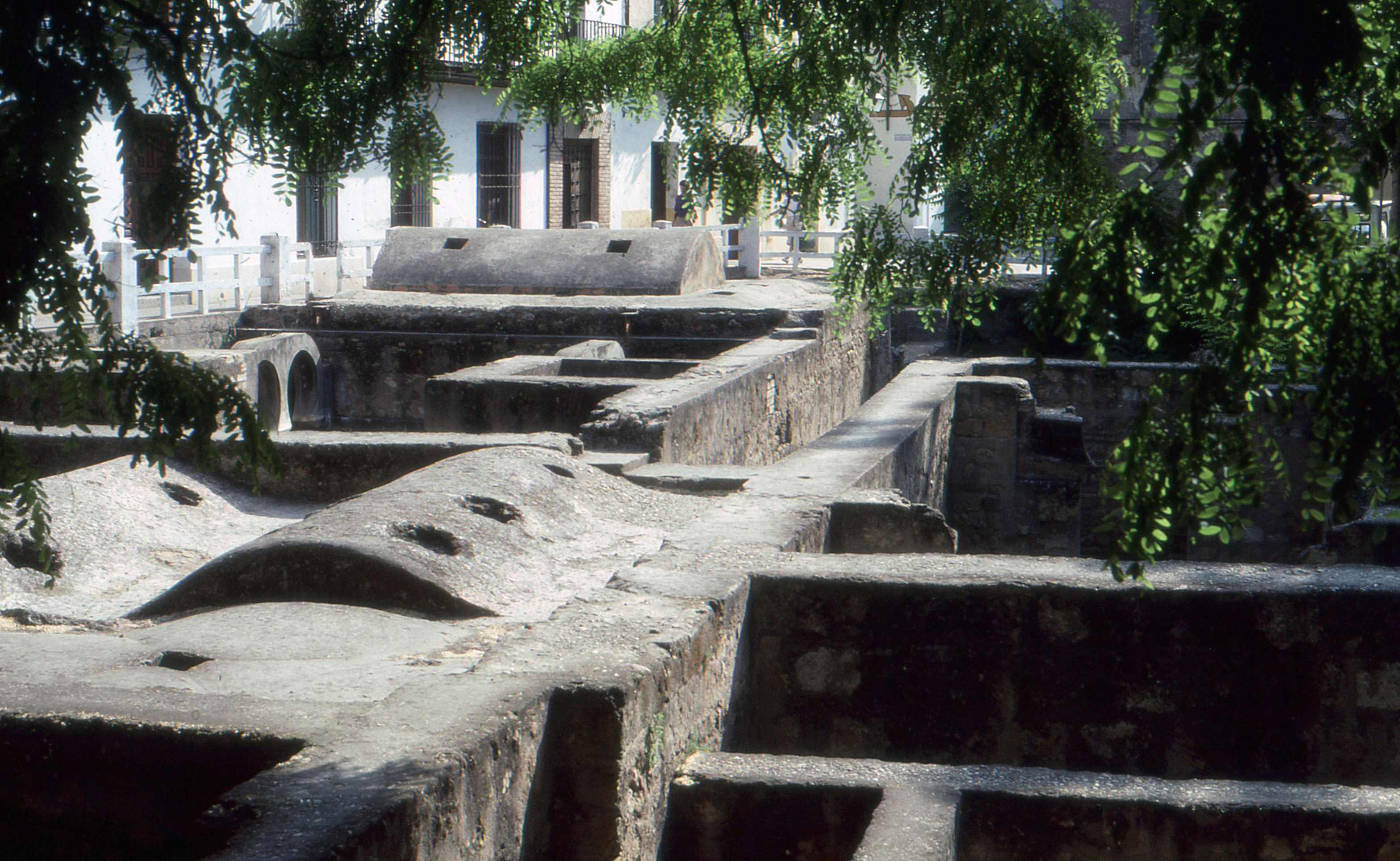
آثار من قصر الخلفاء في قرطبة

يغطي مجمع القصر مساحة كبيرة تقع إلى الجنوب الغربي من المسجد الكبير، ويشمل ما يعرف اليوم بقصر الملك كريستيانوس، والقصر الأسقفي، ومدرسة سان بيلاجيو، وساحة كامبو سانتوس دي لوس مارتيريس العامة.

## الحالة الحالية
فقد المجمع وظيفته كمركز للسلطة السياسية وتحول لاستخدامات أخرى. أصبح جزء منه مركزًا دينيًا مع بناء القصر الأسقفي، مستفيدًا من بقايا جدران القصر التي يمكن رؤيتها مدمجة في واجهة القصر نفسه اليوم، بالإضافة إلى جزء من جدران القصر. تم تحويل جزء كبير من الموقع إلى قصر الملوك المسيحيين، والذي لا يزال موجودًا حتى اليوم ويمكن للزوار الوصول إليه.

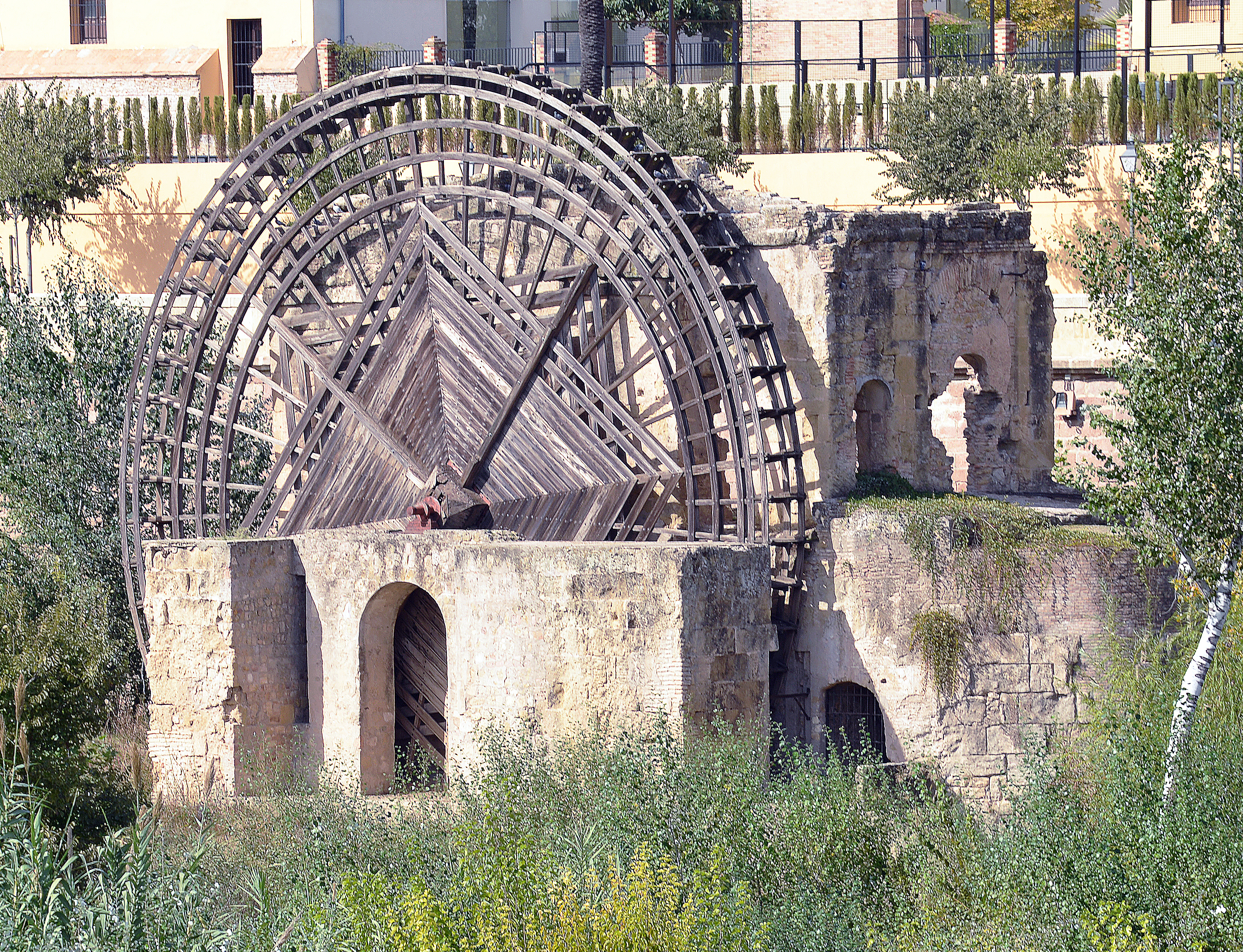
نواعير ماء إستخدمت بقصر الخلفاء في قرطبة

بالإضافة إلى هذه البقايا، فإن الشيء الوحيد الذي تم الحفاظ عليه من القصر هو حماماته، المسماة حمامات الخليفة، الواقعة في كامبو سانتو دي لوس مارتيريس، ومع ذلك لا يزال من الممكن أن نرى على الواجهة الغربية للمسجد بابًا صغيرًا يتيح الوصول إلى الممر خلف جدار القبلة.